# Željeznice Republike Srpske

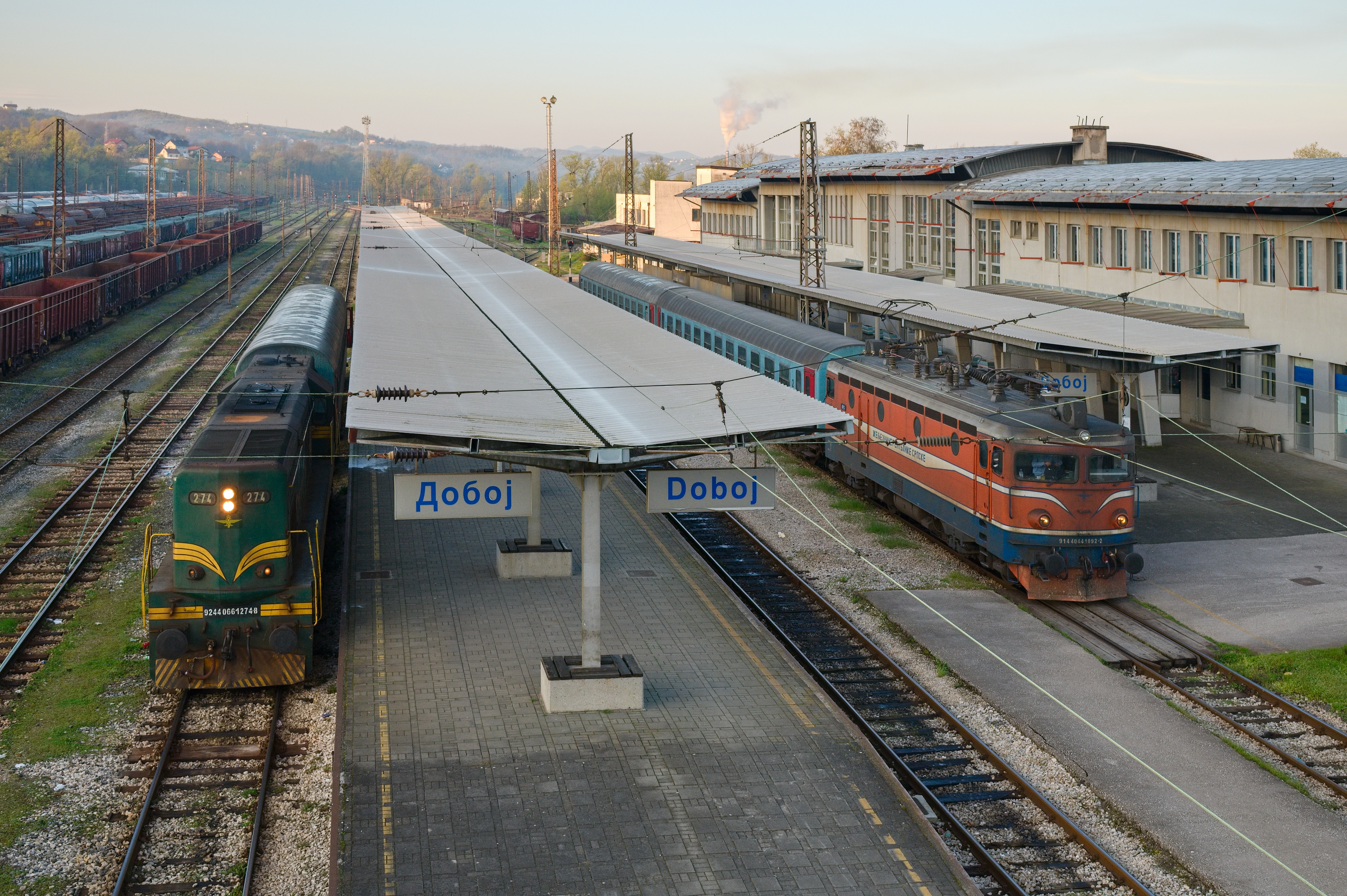
Setkání osobních vlaků ve stanici Doboj

Željeznice Republike Srpske A. D., cyrilicí Жељезнице Републике Српске А. Д., VKM ŽRS/ЖРС, je unitární železnice, která provozuje železniční infrastrukturu a osobní i nákladní dopravu na území Republiky srbské.

## Historie
V roce 1992 došlo k vyhlášení nezávislosti Bosny a Hercegoviny a na území nově vzniklého státu se nástupcem Jugoslávských železnic (JŽ) staly k 3. červnu 1992 Željeznice Bosne i Hercegovine. Nový stát vznikl na základě referenda, které bylo bojkotováno bosenskými Srby, kteří na území Bosny a Hercegoviny vyhlásili vlastní entitu Republika srbská. Vláda Republiky srbské pak k 24. květnu 1992 zřídila vlastní železniční společnost Željeznice Srpske Republike BiH (ŽSR BiH). K oficiální registraci společnosti došlo 23. června 1992. V roce 1993 pak vznikla v chorvatských enklávách ještě společnost Željeznice Hrvatske zajezdnice Herceg Bosna (ŽHZ HB). 
Po vzniku v roce v roce 1992 společnost sídlila ve městě Banja Luka, 27. března 1996 bylo sídlo přesunuto do významného železničního uzlu Doboj. 23. října 1997 došlo ke změně názvu společnosti na Željeznice Republike Srpske. Od roku 1998 je ŽRS členem Mezinárodní železniční unie. K 25. listopadu 2002 došlo k transformaci organizace na akciovou společnost.
V roce 2024 musela společnost čelit přírodním katastrofám, které vedly především k čtyřměsíčnímu úplnému přerušení železniční dopravy do chorvatského přístavu Ploče. To se projevilo hlavně prudkým poklesem objemu přepravého zboží, který činil 3,718 mil. tun, což bylo o 17 % méně než v roce 2023.

## Údaje o společnosti
Vedle centrály v Doboji má společnost organizační jednotky ve městech Banja Luka, Prijedor, Novi Grad, Brčko a Zvornik. Na konci roku 2023 firma zaměstnávala 1814 pracovníků, o rok dříve to bylo 1963 pracovníků, na konci roku 2009 to bylo ještě 3433 zaměstnanců.

### Infrastruktura
Željeznice Republike Srpske spravují železniční síť o celkové délce 417 km, z toho provozují 353 km tratí o rozchodu 1435 km, zbývající tratě normálního rozchodu (46 km) jsou mimo provoz, jedna trať o rozchodu 760 mm s délkou 18 km je pronajata. Z provozované železniční sítě je 24,600 km tratí dvoukolejných, zbývajících 328,612 km tratí je jednokolejných. 308,254 km tratí ve správě společnosti je elektrizovaných, 110,820 neelektrizovaných. Na tratích společnosti se nachází 110 mostů a 14 tunelů.

### Nákladní doprava
V nákladní dopravě společnost ročně přeprovala zhruba 5 mil. tun zboží, z toho 50 % objemu je ve vývozu, 20 % v dovozu a 30 % v tranzitu. Pro příjem a výdej zásilek v nákladní dopravě je k dispozici celkem 25 stanic. Společnost disponuje parkem krytých, vysokostěných, samovýsypných a plošinových vozů.

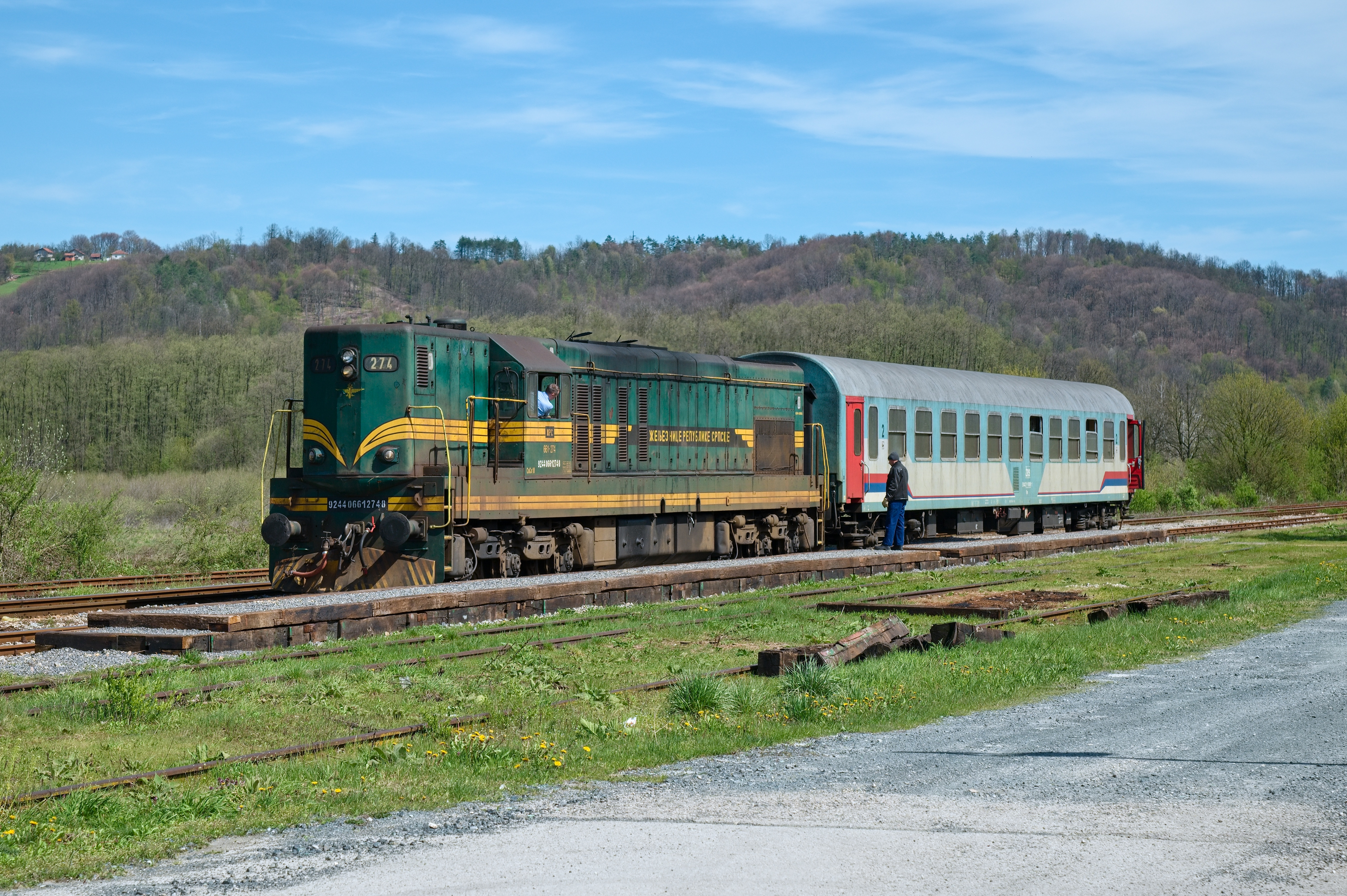
Osobní vlak tvořený lokomotivou řady 661 a vozem řady Blm

### Osobní doprava
V osobní dopravě společnost v jízdním řádu 2024/2025 provozovala celkem 27 místních vlaků v relacích Doboj - Banja Luka,
Banja Luka - Novi Grad / Dobrlјin a Doboj - Petrovo Novo.
Společnost používá dvě řady osobních vozů: ABlm	a Blm, které byly v roce 1997 získány od Deutsche Bahn (DB). Vozy ABlm byly dodávány v letech 1983 až 1990 východoněmeckým železnicím Deutsche Reichsbahn (DR) jako řada ABme, po zánku společnosti pak měly u DB označení ABomz512. Vozy Blm vyráběné v letech 1982 až 1985 byly u DR označeny řadou Bme, u DB pak Bomz520.

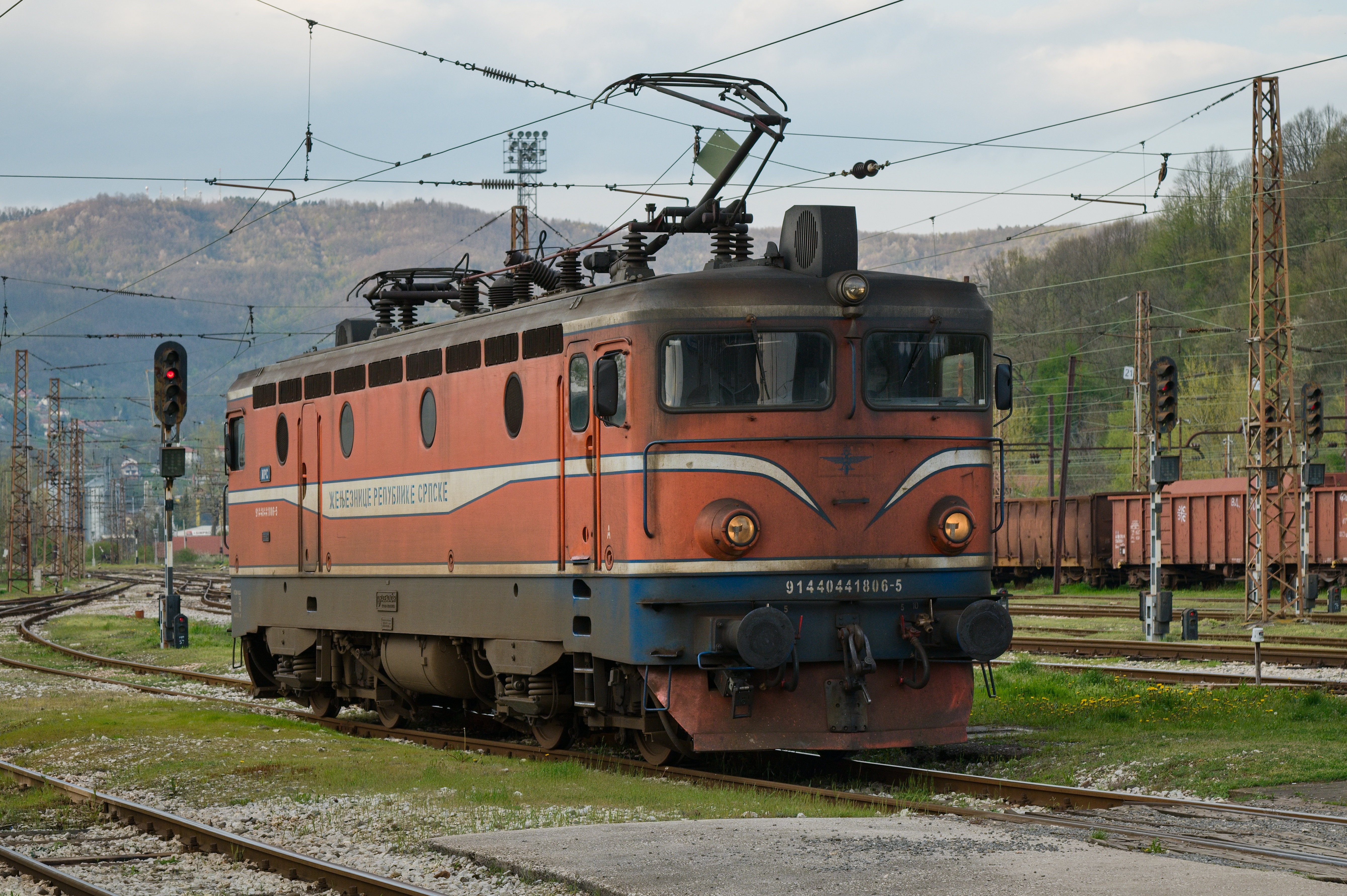
Elektrická lokomotiva řady 441 ŽRS

### Lokomotivy
Společnost disponuje parkem celkem 82 hnacích vozidel, přitom jen 33 lokomotiv je v provozuschopném stavu. Důvodem je značná zastaralost parku hnacích vozidel, kdy jejjich průměrný věk je kolem 50 let.
Základem parku lokomotiv společnosti jsou elektrické lokomotivy řady 441 (vyrobené mezi lety 1967 a 1985) a motorové lokomotivy řady 661 (vyrobené mezi lety 1960 a 1970). Lokomotivy řady 661 získala společnost buď převzetím od předchůdce JŽ/ЈЖ (20 kusů) nebo nákupem či darem od jiných firem (3 kusy).
V roce 2006 si ŽRS objednaly u české firmy ON-TRACK opravu šesti elektrických lokomotiv řady 441, první dva z těchto strojů byly na opravu do Česka odeslány v roce 2007. Když nebyly lokomotivy včas vráceny opravené, ŽRS smlouvu v roce 2011 vypověděly. Vrácení lokomotiv se však nedočkaly, neboť firma ON-TRACK v roce 2012 zkrachovala a lokomotivy byly zabaveny úřady. Jednalo se o stroje 441-104 a 441-105. Skříň první jmenované bez dalších komponentů stála v roce 2013 na vlečce Přerovských strojíren, druhá byla v roce 2016 odstavena na vlečce Správy státních hmotných rezerv v Olomouci.